# RAO (telefonia)
La RAO (Registrazione Annuncio Operatore), talune volte indicato anche con l'articolo il, indica quella funzionalità automatica che permette, in un contatto telefonico, di identificare l'addetto con cui il contatto avviene.

## Ambiti
Tale pratica è atta a garantire l'identità delle persone che rispondono ai servizi telefonici offerti tramite call center, ed è funzionale alla rintracciabilità dell'addetto.
Solitamente questa funzionalità viene erogata in automatico all'inizio della conversazione telefonica: durante questa fase viene fornito un codice identificativo, di norma alfanumerico, che contraddistingue in maniera univoca l'addetto di un servizio clienti.